# Mariano Ferrer y Aulet (obraz Goi)
Mariano Ferrer y Aulet (hiszp. Mariano Ferrer y Aulet) – obraz olejny hiszpańskiego malarza Francisca Goi (1746–1828), należy do zbiorów Królewskiej Akademii Sztuk Pięknych San Carlos przechowywanych w Muzeum Sztuk Pięknych w Walencji.

## Okoliczności powstania
Portret Mariana Ferrera powstał prawdopodobnie w czasie jednej z wizyt malarza w Walencji, latem 1783. W liście z tego roku do przyjaciela Martína Zapatera Goya poleca mu Mariana Ferrera jako swojego znajomego, pasjonata sztuki. Wspomina także, że namalował jego portret. Goya spotkał się z Ferrerem także w sierpniu 1790, kiedy przyjechał do Walencji razem z żoną i synem. Odwiedził wtedy Akademię Sztuk Pięknych San Carlos, gdzie Ferrer pełnił funkcję sekretarza od maja 1785. Ferrer interesował się postępami stypendystów z Walencji (Vicentego Lópeza i Rafaela Esteve Vilelli), którzy studiowali w madryckiej Akademii św. Ferdynanda.

## Opis obrazu
Ferrer został przedstawiony w półpostaci, w pozycji siedzącej z prawą rękę opartą na stole. Pod ręką leży czerwona teczka i kilka dokumentów, na jednym z nich widnieje podpis malarz Fo. Goya. Ferrer na sobie ciemnozielony kaftan, żółtą kamizelkę i białą koszulę z żabotem, nosi także perukę. Ciemny strój miesza się z tłem, w ten sposób malarz skupia uwagę widza na twarzy modela. Postać wydaje się spokojna i przyjazna.
W prywatnej kolekcji znajduje się replika lub kopia tego obrazu z inskrypcją D.n Mariano Ferrer P.r Goya 1786.

## Proweniencja
Mariano Ferrer przekazał portret Królewskiej Akademii Sztuk Pięknych San Carlos w Walencji w 1809.